# 圣博诺
圣博诺（義大利語：San Buono），是意大利基耶蒂省的一个市镇。总面积25.03平方公里，人口1044人，人口密度41.7人/平方公里（2009年）。ISTAT代码为069079。